# Denílson de Oliveira
Denílson de Oliveira Araújo, (født 24. august 1977 i Diadema) er en brasiliansk tidligere fodboldspiller.
Denílson blev i 1998 verdens dyreste fodboldspiller, da Real Betis betalte São Paulo FC 32 millioner amerikanske dollars for den lovende spiller. Grunden til den enorme transfer var primært, at Denílson havde leveret en flot præstation ved Copa América i 1997. I forvejen var Denílson kendt som en talentfuld og finurlig spiller, der kan sammenlignes med nuværende stjerner som Ronaldo og Ronaldinho.
Senere i karrieren spillede Denílson for blandt andet Bordeaux i Frankrig og amerikanske FC Dallas i MLS-ligaen.